# Storcha

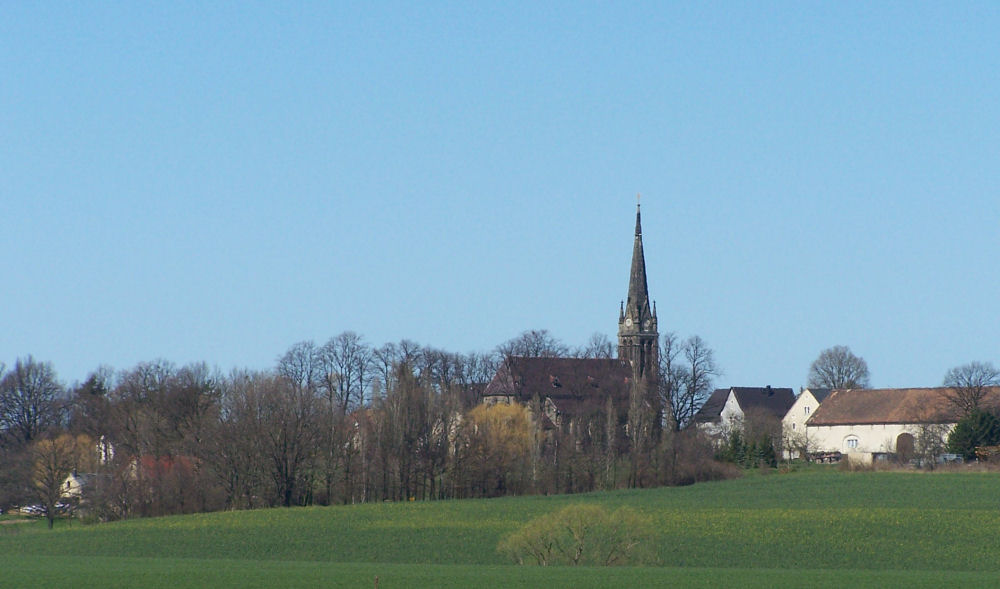
Blick auf Storcha und seine Kirche

Storcha, obersorbisch Baćońⓘ, ist ein Dorf im Zentrum des ostsächsischen Landkreises Bautzen und gehört seit 1994 zur Gemeinde Göda. Es zählt zur Oberlausitz und befindet sich im Siedlungsgebiet der Sorben.

## Geografie
Der Ort befindet sich etwa zwölf Kilometer nordwestlich der Großen Kreisstadt Bautzen. Storcha liegt auf 202 m ü. NHN und somit etwa 40 Höhenmeter über der Talsohle des Schwarzwassers, welches östlich vorbeifließt. Daher ist der Ort aus Richtung Osten kommend schon früh zu sehen.

## Bevölkerung
Im Jahr 1925 hatte Storcha 92 Einwohner, davon waren 79 katholischen und 13 evangelischen Glaubens. Zur katholischen Kirchgemeinde Storcha gehören heute 30 Dörfer sowie eine Filialkirche in Schmochtitz.
Für seine Statistik über die sorbische Bevölkerung in der Oberlausitz ermittelte Arnošt Muka in den achtziger Jahren des 19. Jahrhunderts eine Bevölkerungszahl von 89 Einwohnern; darunter waren 88 Sorben (99 %) und 1 Deutscher. Ernst Tschernik zählte 1956 in der Gemeinde Storcha (mit Dreikretscham, Zscharnitz und dem bereits stärker eingedeutschten Paßditz) einen sorbischsprachigen Bevölkerungsanteil von noch 70,9 %. Bis heute wird in Storcha Sorbisch gesprochen.

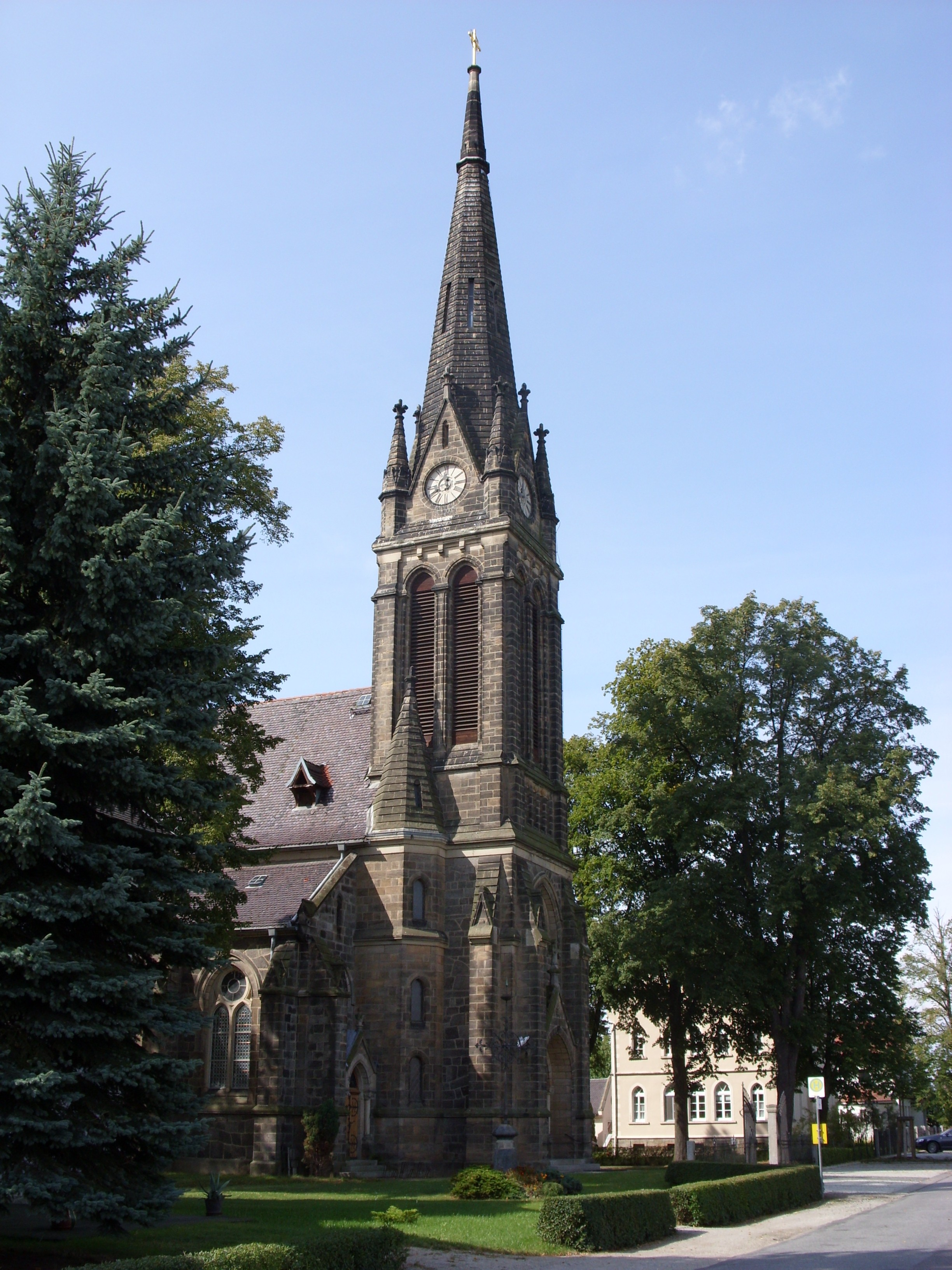
Die Herz-Jesu-Kirche

## Namensherkunft
Der deutsche Ortsname ist eine Übersetzung der sorbischen Bezeichnung – baćon bedeutet „Storch“. Bis ins 17. Jahrhundert wurden im Deutschen lediglich abgewandelte Formen des alten Ortsnamens verwendet, wie zum Beispiel Bathin oder Baten. 1658 taucht die Bezeichnung Storcha zum ersten Mal auf. Noch 1884 ist die Bezeichnung Pathen in den Messtischblättern verzeichnet.

## Geschichte
Der Ort an der Via Regia wird 1380 erstmals als Batin erwähnt. Ab 1777 ist ein Rittergut im Ort verzeichnet.
Bis zum 1. Januar 1962 bildete Storcha eine eigenständige Landgemeinde mit den 1936 eingemeindeten Dörfern Dreikretscham sowie Paßditz, Liebon und Zscharnitz (Gem. Paßditz). Dann kam die Gemeinde zunächst zu Prischwitz, mit welchem sie zum 1. März 1994 nach Göda eingemeindet wurde.

## Kultur und Sehenswürdigkeiten

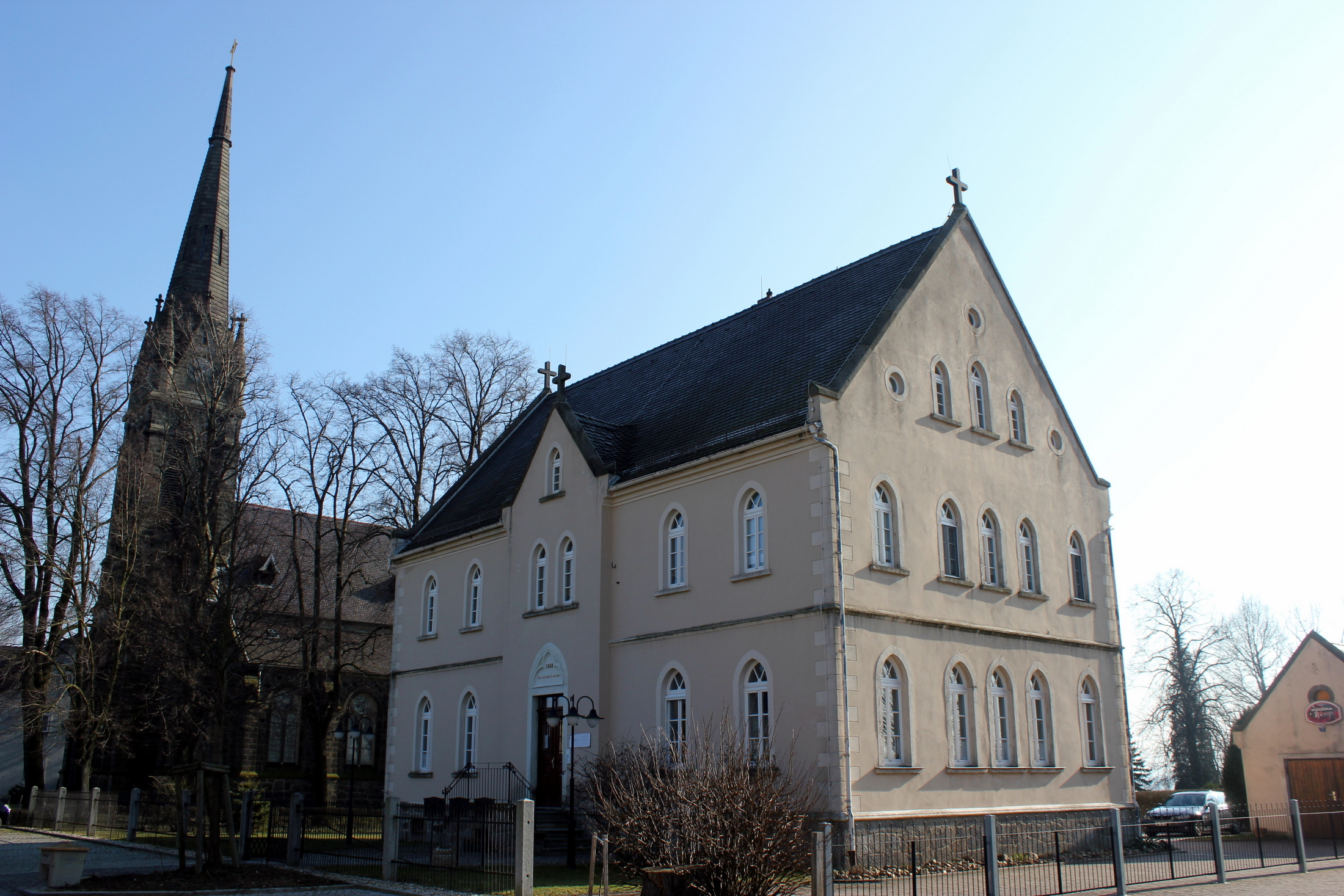
Die alte Schule aus dem Jahr 1888

In Storcha befindet sich die von weithin sichtbare neugotische Pfarrkirche Herz Jesu (Cyrkej Jězusoweje wutroby), welche zu bauen im Jahr 1869 auf Initiative des sorbisch-katholischen Cyrill-Methodius-Vereins beschlossen wurde. Die Grundsteinlegung erfolgte 1870. Da die Einnahmen aus der Sonntagskollekte für die Finanzierung nicht verwendet werden durften und von außerhalb der sorbischen Lausitz kaum Unterstützung kam, wurde die Kirche von den katholischen Sorben beinahe im Alleingang erbaut. Gleichzeitig spendeten diese aber weiterhin für diverse Bauprojekte außerhalb des sorbischen Gebietes. Bei einer Sammlung der katholischen Dresdner Volkszeitung für den Kirchbau kamen dagegen gerade sechs Reichsmark zusammen. Im Jahre 1887 wurde die Kirche trotz aller Widrigkeiten schließlich fertiggestellt. Die Ausmaße des Kirchbaus (41 × 17 m, Turmhöhe 49 m) sowie sein imposanter Baustil lassen ihn seitdem die Umgebung des Ortes dominieren.
Der Ort ist zudem seit 1892 Station des alljährlichen Osterreitens. Die Strecke Radibor–Storcha ist eine von sechs traditionellen Routen.